# هام (رود)
هام (انگلیسی: Hamme) رودی در آلمان است. طول آن به ۴۸ کیلومتر بالغ می‌شود.